# Tadeusz Marian Turkowski
Tadeusz Marian Turkowski (ur. 27 lutego 1923 w Sanoku, zm. 9 sierpnia 2012 tamże) – polski artysta malarz.

## Życiorys

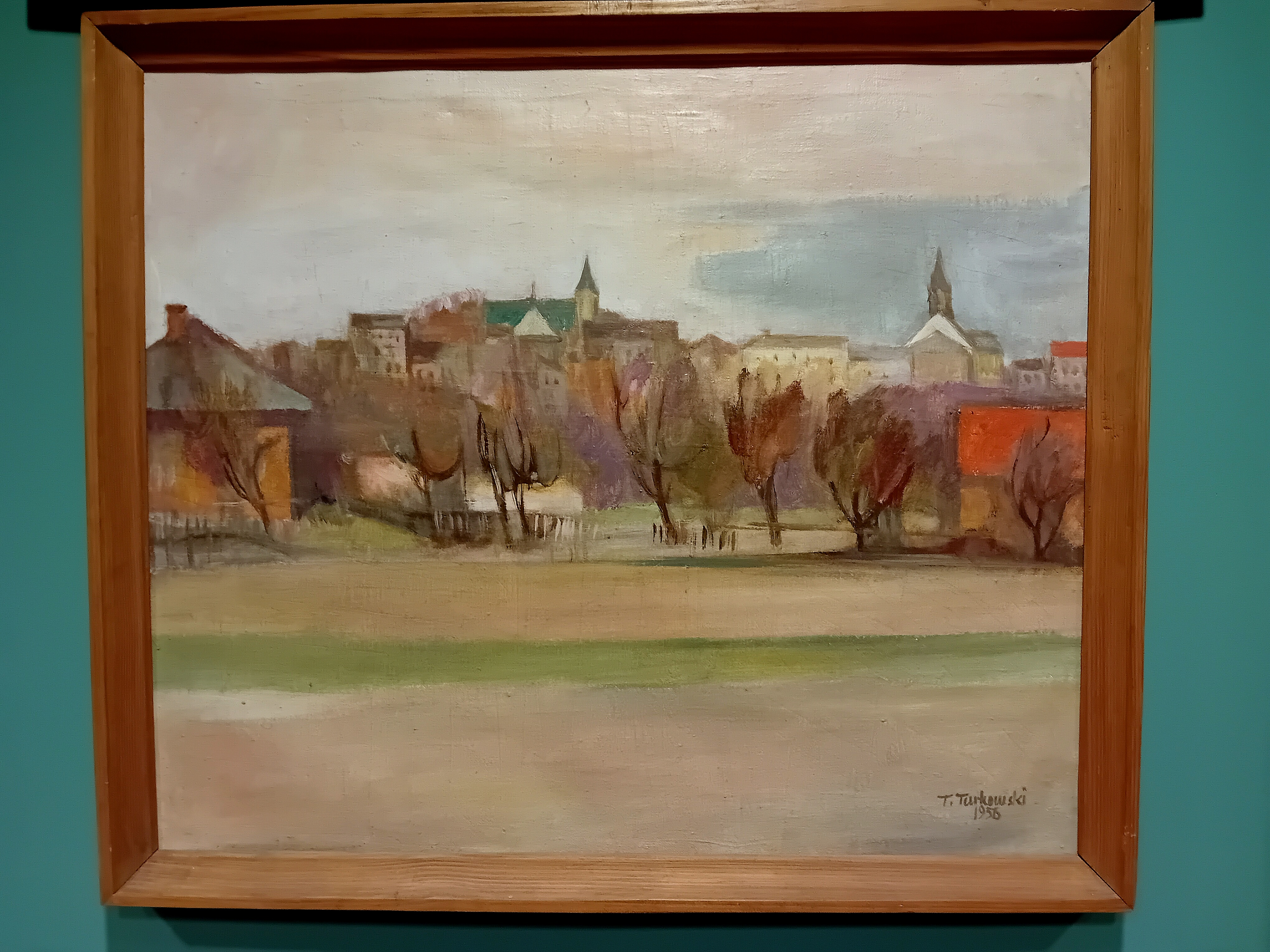
Obraz Tadeusza Turkowskiego w Sali Gobelinowej Muzeum Historycznego w Sanoku

Urodził się  27 lutego 1923 jako syn Antoniego (sekretarz starostwa powiatu sanockiego, 1869-1945) i Marii z domu Kocyłowskiej (1896-1964). Jego braćmi byli Zbigniew (inżynier górniczy) i Stanisław (1919–2010, późniejszy duchowny). Rodzina Turkowskich zamieszkiwała przy ulicy Błonie 4/6 w dzielnicy pod tą nazwą. Wśród członków rodziny Turkowskich i Kocyłowskich byli duchowni i zakonnicy; od strony ojca: ks. dr Maurycy Turkowski (1873–1962, stryj), ks. dr Jan Mazanek (1856–1915, rektor Wyższego Seminarium Duchownego Archidiecezji Krakowskiej), s. Urszula Frankiewicz (przełożona generalna Zgromadzenia Sióstr Urszulanek Serca Jezusa Konającego; od strony matki: ks. Władysław Kocyłowski (zm. 1959, brat matki), bp Jozafat Kocyłowski (1876–1946, stryj matki, błogosławiony), ks. dr Hieronim Kocyłowski (bratanek matki), ks. kan. Leon Kwiatkowski (zm. 1914, kuzyn matki). Ponadto wujem Tadeusza Turkowskiego był Antoni Kocyłowski, sędzia powiatowy w Drohobyczu (1901–1940), ofiara zbrodni katyńskiej dokonanej na terenach ukraińskich.
W młodości Tadeusz Turkowski uprawiał szybownictwo. We wrześniu 1937 wraz z bratem Zbigniewem został laureatem konkursu modeli latających podczas uroczystości zorganizowanych przez oddział Ligi Obrony Powietrznej i Przeciwgazowej oraz fabrykę gumy. Zainteresował się także malarstwem, był uczniem malarzy Leona Getza (jego nauczyciel w gimnazjum) i Władysława Lisowskiego. W styczniu 1945 uzyskał maturę w pierwszym powojennym roczniku sanockiego gimnazjum. W 1945 jego prace znalazły się na pierwszej powojennej wystawie wspólnej sanockich artystów zorganizowanej przez Muzeum Historyczne w Sanoku. W tym samym roku rozpoczął studia na Wydziale Malarstwa Akademii Sztuk Pięknych w Krakowie, gdzie uzyskał absolutorium w 1951, po czym w 1951 kontynuował edukację na Akademii Sztuk Pięknych w Budapeszcie. Do 1952 był asystentem prof. Adama Marczyńskiego na ASP w Krakowie. W 1953 powrócił do Sanoka. W połowie lat 60. udzielał wskazówek początkującemu wówczas malarzowi Zdzisławowi Beksińskiemu.
Malował kościelne polichromie oraz malarstwo sztalugowe, ponadto wykonywał grafikę. Od 1948 do 1958 wystawiał swoje pracę na 11 wystawach krajowych i zagranicznych. Był autorem projektu okładki pierwszego wydania publikacji pt. Sanok i okolice autorstwa Stefana Stefańskiego. Przed 1959 stworzył tekę graficzną pt. Sanok w grafice. W 1968 wraz z innym sanockim malarzem, Kazimierzem Florkiem, dokonał konserwacji ołtarzy i chrzcielnicy w kościele Świętego Antoniego Padewskiego w Przewrotnem (parafii pod tym wezwaniem). Dokonał reprodukcji drzeworytu z podobizną Grzegorza z Sanoka (1406–1477) z okazji obchodów 500. rocznicy jego śmierci. W grudniu 1979 portret Grzegorza z Sanoka wykonany przez Turkowskiego został włączony do kolekcji Collegium Maius Uniwersytetu Jagiellońskiego. Jego obrazy włączono do ekspozycji Muzeum Historycznego w Sanoku. W listopadzie 1956 został wybrany członkiem obwodowej komisji wyborczej nr 2 w Sanoku. W 1991 wykonał polichromie w kaplicy przedpogrzebowej na Cmentarzu Centralnym w Sanoku. W kadencji Rady Miasta Sanoka 1994–1998 zasiadał w Komisji Oświaty, Kultury, Sportu i Turystyki w charakterze członka spoza Rady.
W 1953 jego żoną została pochodząca ze Sporysza Anna Stefańska, także absolwentka ASP w Krakowie, artystka włókiennik, specjalizująca się w tkaniu gobelinów. Zamieszkiwali przy ulicy Błonie 6 w Sanoku. Tadeusz i Anna Turkowscy mieli dzieci: córkę Joannę (żona Wiesława Banacha, dyrektora Muzeum Historycznego w Sanoku), syna Pawła (pracownik naukowy Uniwersytetu Rolniczego w Krakowie).

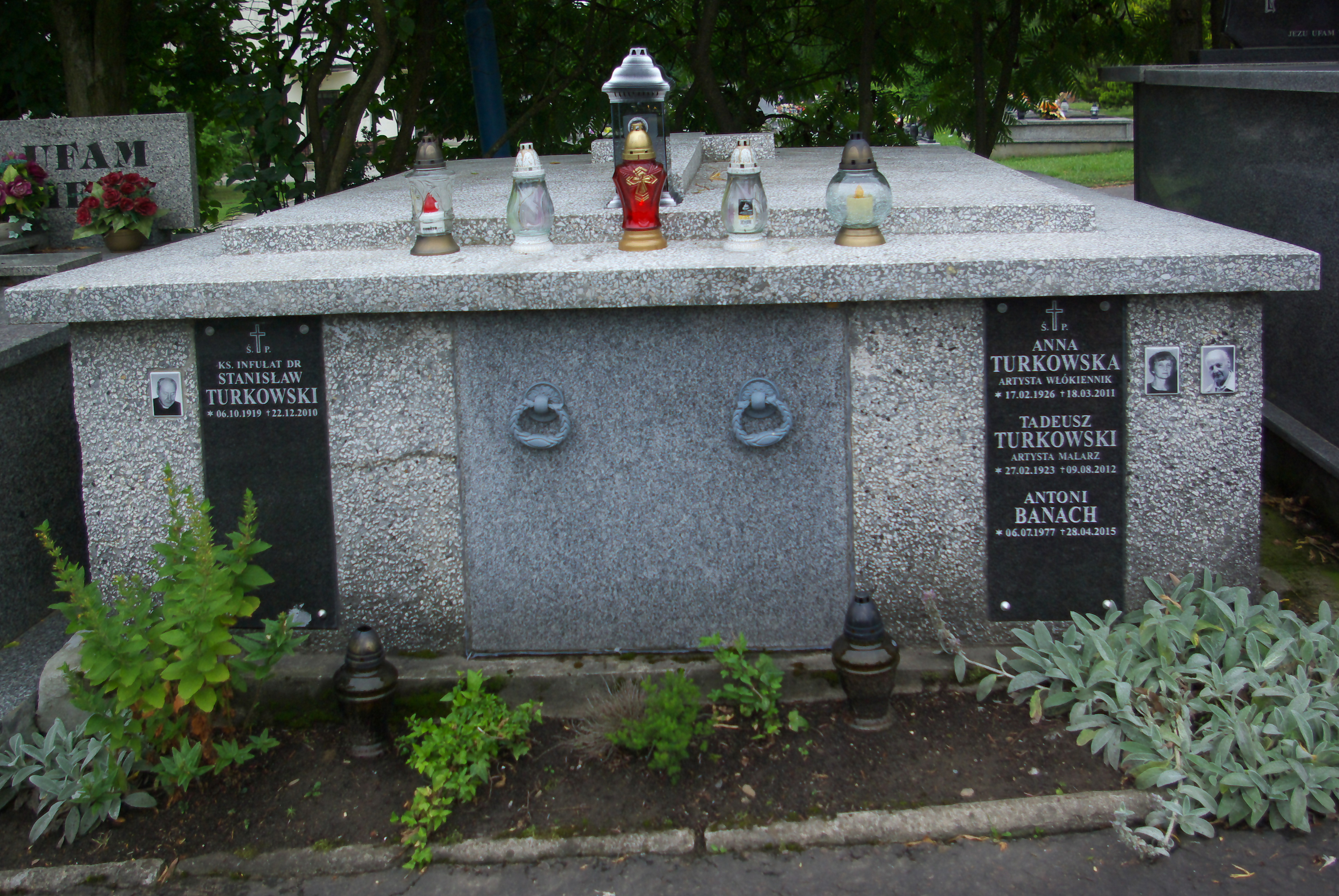
Grobowiec rodziny Turkowskich w Sanoku

Tadeusz Turkowski zmarł 9 sierpnia 2012 w Sanoku. Został pochowany w grobowcu rodzinnym na Cmentarzu Centralnym w Sanoku. Wraz z nim spoczywają tam jego brat ks. infułat dr Stanisław Turkowski (1919–2010) i żona, Anna Turkowska (1926–2011).

## Publikacje przedmiotowe
- Sanok w grafice Tadeusza Turkowskiego (1958)
- Artur Olechniewicz: Tadeusz Turkowski: monotypie z lat 70 (2005)
- Tadeusz Marian Turkowski: katalog zbiorów (2007)

## Nagrody
- Nagroda twórcza Wojewódzkiej Rady Narodowej w Rzeszowie za prace plastyczne (1959)[8].
- II nagroda w konkursie plastycznym „Rzeszów w grafice i rysunku” (1963)[22][23].
- Nagroda Miasta Sanoka w dziedzinie kultury i sztuki za rok 1999 (za całokształt twórczości artystycznej)[24][25][26].